# NGC 385
NGC 385 (другие обозначения — UGC 687, ARP 331, MCG 5-3-56, VV 193, ZWG 501.85, 4ZW 38, Z 0104.7+3203, PGC 3984) — галактика в созвездии Рыбы.
Джон Дрейер описывал её «довольно слабая, маленькая, круглая, яркая посередине».
По оценкам, расстояние до Млечного Пути 229 миллионов световых лет, диаметр около 75 000 световых лет.
NGC 385 вместе с галактиками NGC 375, NGC 379, NGC 380, NGC 382, NGC 383, NGC 384, NGC 386, NGC 387 и NGC 388 перечислены в Атласе Arp под символом Arp 331. Вместе с 21 другой галактикой он входит в группу NGC 452 (LGG 18).
Он был открыт ирландским инженером Биндоном Бладом Стоуни в 1850 году.
Галактика NGC 385 входит в состав группы галактик NGC 452. Помимо NGC 385 в группу также входят ещё 26 галактик.